# Dipsacus atropurpureus
Dipsacus atropurpureus är en tvåhjärtbladig växtart som beskrevs av Ching Yung Cheng och Z.T. Yin. Dipsacus atropurpureus ingår i släktet kardväddar, och familjen Dipsacaceae. Inga underarter finns listade i Catalogue of Life.